# نیروهای مسلح اسپانیا

نشان نیروی نظامی اسپانیا

نیروهای نظامی اسپانیا (به اسپانیایی: Fuerzas Armadas Españolas) شامل نیروی زمینی، نیروی هوایی و نیروی دریایی  و بخش‌های کوچکتر چون گارد سلطنتی، گارد شهری و واحد فوق العاده ارتش یک نیروی نظامی پیشرفته است که وظیفه پشتیبانی و حفاظت از تمام کشور و حاکمیت را دارد. نیروی نظامی اسپانیا از اعضای فعال ناتو نیز می‌باشد.
- نیروی زمینی: ۹۲٬۰۰۰
- نیروی دریایی: ۲۶٬۹۸۰
- نیروی هوایی: ۲۴٬۸۰۰